# 밀라주

밀라주

밀라주(아랍어: ولاية ميلة)는 알제리 북동부에 있는 주이다. 주도는 밀라이며, 면적 9,375km2, 인구 768,419명(2008년 기준)이다.